# 有機薄膜太陽電池
有機薄膜太陽電池とは導電性高分子やフラーレン等を組み合わせた有機薄膜半導体を用いる太陽電池。

## 概要
次世代照明/TVの有機ELの逆反応として研究が進展した。有機薄膜太陽電池は光エネルギー損失が0.7eVから1.0eVで無機太陽電池(0.5eV以下)に比べて大きいため、吸収できる太陽光エネルギー(禁制帯幅)に対して出力できる電圧が無機太陽電池に比べて小さく、高効率化の妨げになっていた。
ロールツーロールでの印刷による製造が可能になるためコストの低下が期待されている。色素増感太陽電池よりもさらに構造や製法が簡便になると言われており、電解液を用いないために柔軟性や寿命向上の上でも有利なのが特長である。21世紀に入ってから盛んに開発が行われるようになっている。課題は変換効率と寿命であり、2016年2月現在の記録はドイツのヘリアテック(Heliatek)が開発した多接合型セルによる13.2%が世界記録である。
理論的には15%の効率も可能とされる。

## 有機薄膜太陽電池の利点
- 大面積化が比較的容易。
- 無機半導体の太陽電池の製造工程と比較して生産設備は大規模なクリーンルームや真空設備を必要としない。
- 無機半導体の太陽電池の製造工程と比較して製造工程の温度が比較的低温でエネルギー消費が少ない。

## 有機薄膜太陽電池の欠点
- 無機半導体よりも変換効率が低い。
- 無機半導体よりも耐久性に劣る。

## 有機薄膜太陽電池の劣化要因
- 光(主に紫外線)
- 熱
- 酸素
- 水分

## 塗布型有機薄膜太陽電池の製造工程
原材料を基盤に塗布する。有機溶剤を蒸発させる。